# 選挙ウォッチャーちだい
選挙ウォッチャーちだい（1978年5月12日 - ）は日本各地の選挙を取材・レポートする作家、著述家。本名：石渡 智大（いしわた ともひろ）。

## 来歴・人物
東京都中野区に生まれ、千葉県柏市で育つ。吉本興業の東京NSC放送作家コースに1期生として入学し、卒業後は放送作家としてキー局のテレビ番組やラジオ番組などを担当していた。
2011年の東日本大震災に伴う福島第一原発事故に関心を持ったことをきっかけに、食品の放射性物質検査結果や独自に取材した情報をブログで公開する活動を開始。2013年には食品の放射能汚染についてまとめた本を出版した。
放送作家の仕事を辞め、2013年の参議院選挙では山本太郎の選挙スタッフとして初めて選挙戦に携わった。2017年の参議院選挙で様々な候補者を見たことで選挙の実情に危機感を覚え、同年の越谷市長選から本格的に選挙ウォッチャーとしての活動を開始した。
2025年、立花孝志及びNHKから国民を守る党（N国党）の実態を伝えた活動が評価され、「日隅一雄・情報流通促進賞」特別賞を受賞した。

## N国党からの攻撃
2018年6月の千葉県松戸市長選挙の投票日翌日、ちだいは「『NHKから国民を守る党』議員が松戸市長選運動中に市民メディアに暴行。その顛末」と題した記事を、扶桑社のニュースサイト『ハーバー・ビジネス・オンライン』に寄稿した。N国党党首の立花孝志（当時・東京都葛飾区議会議員）は、この記事が名誉棄損に当たるとして、200万円の賠償を求め、扶桑社を提訴した。訴えは一審・二審とも棄却された。また立花は懸賞金をかけて情報提供を呼びかけ、ちだいの本名・住所を入手し、立花とＮ国が原告となってちだい個人も提訴した。しかしこの訴えもそれぞれ棄却された。
2018年東京都立川市議選（6月17日投開票）において、ニコニコ生放送の人気配信者であった横山緑（久保田学）がN国党から出馬し、当選した。同年11月、久保田は前述のちだい記事のなかで「居住実態のほとんどない」などと書かれたことが名誉毀損にあたるとして、200万円の賠償を求め、ちだい個人を提訴した。この訴えに対してちだいは、翌年6月、「提訴経済的、心理的な負担を課し、言論活動を弾圧する目的」の訴訟であるとして、約120万円の賠償を求める反訴を行った。立花は動画などで、この訴訟において久保田を支援していることや、自身が訴状や陳述書などを用意したこと公言していた。また、久保田ともとに行った同年5月の動画配信のなかで、立花は「（ちだいとの訴訟は）経済的ダメージを与えるためのスラップ訴訟だ」とも明言していた。これら立花の発言も踏まえ、千葉地裁はちだいの主張を全面的に認め、「（久保田の）訴えの提起が裁判制度の趣旨目的に照らして著しく相当性を欠くものと認めざるをえない」スラップ訴訟だと認定。久保田は78万5600円の支払い命じられた。久保田は控訴したが、2020年3月4日の東京高裁判決は一審判決を支持し、久保田に一審よりも16万円多い95万円の支払いを命じた。
これらの過程のなかでちだいの自宅兼事務所の住所等はネット上で晒され、何者かからアダルトグッズや果物などが代引きで送られたり、申し込みの覚えが無い学校やマンションや墓地などの案内資料が大量に送りつけられるようになった。
2019年12月、ちだいは自身への嫌がらせについて情報提供を受けて自身のnoteで発信した。立花はこの記事が名誉毀損にあたるとして、2020年3月4日にちだいを提訴したが、千葉地裁は請求を棄却した。また同年の足立区議選でN国党候補だった加陽麻里布（当選無効）は、この記事に自身についての虚偽が記載されているなどとして、2020年6月29日付で警察に告訴状を提出した。また加陽は10月5日付で記事削除の仮処分を東京地裁に申し立て、ちだいは11月13日付で記事の一部について仮削除を命じられた。加陽はそれらの経過をnoteやSNS上で報告するとともに、「名誉毀損で刑事告訴を行いたい方」に向けて告訴状の雛形も公開した。また加陽は慰謝料220万円、自身に関わる箇所の削除、謝罪広告実施を求めてちだいを提訴したが、一審、二審とも訴えは棄却された。また同記事について立花、N国党がちだいを提訴したが、それぞれの訴訟で一審、二審ともちだいが勝訴した。
2020年、ちだいは自身のnoteにおいて10記事で1320円の有料記事を販売した。立花はそのなかの1つの記事を問題視し、ちだいの自宅に赴き動画を撮影した者には10万円の懸賞金を出すとYouTubeで発信した。呼びかけに呼応した2人組が自宅付近に現れ、立花と電話をしながら、たまたま自宅近くの路上にいたちだいを撮影するなどして、警察が呼ばれる騒動となった。また同日、当時N国党の副代表だった大橋昌信柏市議（当時）も小型カメラで撮影しながら自宅前に現れ、再び警察が呼ばれる騒動となった。また大橋が撮影した動画は立花のYouTubeチャンネルで公開され、大橋に抗議するちだいの姿などが拡散された。また立花はこの有料記事についてちだいを提訴する支援者を募り、記事代金や慰謝料など約33万円の支払いを求める民事訴訟が開始された。この請求は控訴審まで争われた結果、ちだいに購読料132円と弁護士費用13円の支払いを命じる判決となった。
2024年、ちだいは同年の東京都知事選挙に24人の候補者を擁立するなどして批判が高まっていたN国党について、「反社会的カルト集団」などと動画配信やSNS投稿で発信した。N国党は名誉を傷つけられたとして、損害賠償を求めてちだいを提訴した。同年11月27日、東京地裁は「公共の利害に関する事実に係り、その目的が専ら公益を図ることにあり、その前提としている事実が重要な部分について真実であると認められるものであり、かつ、意見あるいは論評としての域を逸脱したものとはいえないことから、違法性を欠く」などとして、N国党の請求を棄却した。その後、N国党は提訴したが、東京高裁はこれを棄却し、判決が確定した。

## 受賞歴
- 「日隅一雄・情報流通促進賞」特別賞[10]（2025年）

## 著作
- ちだい 著『食べる?: 食品セシウム測定データ745』新評論、2013年12月、ISBN 978-4794809445
- 選挙ウォッチャーちだい 著『「NHKから国民を守る党」とは何だったのか?』新評論、2022年1月、978-4794811974